# トム・ロジャース (ラグビーユニオン)
トム・ロジャース（Thomas Rogers、1998年12月17日 - ）は、ユナイテッド・ラグビー・チャンピオンシップのスカーレッツに所属している、ウェールズのラグビーユニオン選手である。

## 経歴
セフネイシンRFCを経て、タンブルRFCに加入し、スカーレッツのアカデミーにも加わった。
2017年にウェールズU18代表に選ばれた。
2017年11月12日、スカーレッツとしてアングロ・ウェルシュカップのエクセター戦に出場。2018年にはエディンバラ戦での敗戦でプロ14デビューを果たした。
2018年、U20ウェールズ代表として、U20シックス・ネイションズ・チャンピオンシップに4試合出場した。
2018-19年ワールドラグビーセブンズシリーズに、セブンズウェールズ代表として出場した。
2021年7月3日、ウェールズ代表としてカナダ戦でデビュー。
2025年シックス・ネイションズ・チャンピオンシップにおいて、アイルランド戦で国際試合初トライを決めた。